# Rahim Azemi
Rahim Azemi (ur. 15 listopada 1952 we wsi Stançiqi) – kosowski i jugosłowiański nauczyciel, pisarz, socjolog i publicysta.

## Życiorys
Urodził się we wsi Stançiqi, w dzieciństwie przeniósł się do pobliskiego miasta Gnjilane, gdzie ukończył szkołę podstawową i średnią; uczęszczał następnie na studia z zakresu socjologii i filozofii. Od 1983 roku angażował się w działalność związaną z socjologią, pedagogiką i psychologią, udzielając się w różnych czasopismach.
W marcu 1989 roku został aresztowany przez władze jugosłowiańskie, a wcześniej inwigilowany z powodu podnoszenia albańskiej świadomości narodowej wśród mieszkańców Kosowa; wraz z 237 innymi kosowskimi naukowcami narodowości albańskiej był więziony poza terytorium Kosowa.
Przez 20 lat pracował szkole medycznej w Gnjilanem, której był dyrektorem przez kilka lat. W 1996 roku został wybrany na członka Stowarzyszenia Filozofów i Socjologów Kosowa.
W latach 2014–2017 był nauczycielem w gimnazjum im. Zenela Hajdariego, następnie przeszedł na emeryturę.

## Książki
- Letra pa përgjigje[1][2][3]
- Monografia per Adem Stançiqin[1][2][3]

## Wyróżnienia
W 1988 lub 1989 roku został ogłoszony najlepszym nauczycielem w Kosowie.